# مؤسسة نساء الشمس
مؤسسة نساء الشمس هي مؤسسة نسائية فلسطينية مقرها في بيت لحم، تأسست في يوليو 2021، وتركز على التوصل إلى حل سلمي للنزاع الفلسطيني الإسرائيلي.
اسم المنظمة مستوحى من رواية رجال في الشمس للكاتب غسان كنفاني.
تُعد المنظمة عضواً في تحالف السلام في الشرق الأوسط. وفي أكتوبر 2023، بلغ عدد أعضائها نحو 2800 عضوة، منهن 2500 في الضفة الغربية و300 في قطاع غزة. بحلول فبراير 2024، كانت 27 من عضواتها في غزة قد لقين حتفهن. وفي مايو 2024، بلغ عدد العضوات نحو 3000.

## الأنشطة

### التعاونات
تعاونت المنظمة مرارًا مع نظيرتها الإسرائيلية نساء يصنعن السلام التي تشاركها الهدف ذاته.
أواخر 2021 وأوائل 2022، عملت المجموعتان على إطلاق "منصة مشتركة". وفي مارس 2022، اجتمعت عضوات من المجموعتين على شاطئ نفي مدبار قرب البحر الميت في مؤتمر للسلام. وقد قوبل المؤتمر بانتقاد من الاتحاد العام للمرأة الفلسطينية الذي وصفه بالتطبيعي واعتبر المنظمة "وهمية".
في 4 أكتوبر 2023، نظمت المنظمتان مسيرة سلام في القدس من "نصب التسامح" إلى حي أرمون هنتسيف.

### المساعدات
تقدم "نساء الشمس" برامج متعلقة بالصدمات النفسية، وحماية البيئة، وتمكين المرأة.
ردًا على حرب إسرائيل على غزة، عملت المنظمة على إيصال الغذاء، ومستلزمات النظافة النسائية، واحتياجات الأمهات لنحو 50 عائلة في غزة. كما جمعت مساعدات لعائلات في الضفة الغربية تأثرت اقتصاديًا بالحرب، وأطلقت برنامجًا لعلاج الصدمات ومجموعة تواصل عبر واتساب.

## الجوائز
في ديسمبر 2023، رُشحت "نساء الشمس" و"نساء يصنعن السلام" لجائزة نوبل للسلام لعام 2024 من قبل مجموعة العمل المعنية بالجائزة في مركز دراسات السلام بجامعة جامعة فيريجي أمستردام.
كما اختيرت ريم الحجاجرة، مؤسسة ومديرة المنظمة، ضمن قائمة نساء العام لمجلة تايم لعام 2024. وفي وقت لاحق من العام نفسه، مُنحت المنظمتان جائزة هيلاري كلينتون من معهد المرأة والسلام والأمن في جامعة جورجتاون.